# 小林有吾
小林 有吾（こばやし ゆうご）は、日本の漫画家。

## 来歴
愛媛県松山市出身。一度就職したのち退職し、24歳で漫画家を志す。講談社の『月刊少年マガジン』で「水の森」、「てんまんアラカルト」を連載。また『月刊!スピリッツ』で「ショート・ピース」を読み切りで連載。2015年から『週刊ビッグコミックスピリッツ』で初の週刊連載となる「アオアシ」を連載、Jリーグのユースを題材とした同作は2017年の第10回マンガ大賞にノミネートされた。デビュー後も故郷の愛媛県松山市に在住。
地元愛媛FCのサポーター。
2017年頃から週刊連載と並行して別作品(「ショート・ピース」「フェルマーの料理」「アオアシ　ブラザーフット」等)を執筆するようになる。「アオアシ」の刊行ペースを変わらず維持したまま、不定期連載という形で別作品を発表し続けている。
2020年「アオアシ」で第65回小学館漫画賞一般部門を受賞。2025年に同作が完結した。

## 作品リスト
- 『水の森』講談社〈KCデラックス〉全3巻（『月刊少年マガジン』2010年2月号 - 9月号）
- 『てんまんアラカルト』講談社〈KCデラックス〉全4巻（『月刊少年マガジン』2012年2月号 - 2013年10月号）
- 『ショート・ピース』小学館〈ビッグコミックス〉既刊1巻
- 『フェルマーの料理』講談社〈KCデラックス〉既刊5巻（『月刊少年マガジン』2018年10月号 - 連載中）
- 『アオアシ』小学館〈ビッグコミックス〉既刊39巻（『ビッグコミックスピリッツ』2015年6号 - 2025年30号[5]）
- 『アオアシ ブラザーフット』小学館〈ビッグコミックス〉既刊1巻（『ビッグコミックスピリッツ』2021年32号 - 連載中）